# Filip II. Makedonski
Filip II. (grčki: Φίλιππος Β' ὁ Μακεδών) vladao je Kraljevinom Makedonijom u razdoblju 359. pr. Kr. - 336. pr. Kr. Bio je sin Aminte III. i Euridike I., brat Aleksandra II. i Perdike III. te otac Aleksandra III. Velikog i Filipa III.

## Život
Filip je otvorio put osvajanjima koje je iza njega napravio njegov sin Aleksandar. Nakon pohoda na Skite i Tribale na sjeveru, Filip je preko Tesalije krenuo na Beociju i Atiku. Atenjani, Beočani i još neke manje skupine Grka dočekali su Filipa nedovoljno pripremljeni te je nakon nekoliko manjih okršaja došlo do odlučne bitke kod Heroneje u kolovozu 338. pr. Kr. gdje je grčka vojska poražena. S pobijeđenim Grcima Filip je sklopio mir pod neuobičajeno povoljnim uvjetima. Atenjani su morali napustiti neke posjede na Tračkom Hersonezu i trebali raspustiti svoj pomorski savez. Stradali su gradovi koji su bili strateški važni, ponajviše Teba koja je postala makedonska vojna baza. Nakon toga, čak i oni peloponeski gradovi koji nisu sudjelovali u heronejskoj bitci, priznaju Filipovu vlast.
U jesen 338. godine, nekoliko mjeseci nakon bitke kod Heroneje, u Korintu Filip je s delegatima grčkih gradova zaključio dalekosežni savez i utvrdio s njima ugovor o "općem miru". Također je osnovan i ratni savez te je odlučeno da će Grci pod vodstvom Filipa krenuti u rat protiv Perzije. U proljeće 336. godine Filip je poslao u Malu Aziju vojsku pod vodstvom Parmeniona i Atala i tako započeo rat s Perzijancima. U ljeto iste godine ubili su ga njegovi protivnici u Makedoniji.
Filipove supruge:
- Audata
- Fila
- Nikisipolis
- Olimpija
- Filina
- Meda
- Kleopatra Euridika

## Filipike
Svojedobno je grčki filozof Demosten postao poznat po svojim govorima na otvorenom, zvanim "filipike" u kojima je napadao Filipa, nazivajući ga barbarom i iznoseći dokaze da nije grčkog podrijetla.

## Vanjske poveznice
- Victor Duruy o Filipu II. Makedonskom  Arhivirana inačica izvorne stranice od 30. siječnja 2012. (Wayback Machine)